# Hollywood Whore (canção de Machine Gun Kelly)
"Hollywood Whore" é uma canção do rapper americano Machine Gun Kelly. Foi lançado como single em 17 de maio de 2019, para download digital e streaming  pela Bad Boy e Interscope. A música foi o primeiro single lançado do quarto álbum de estúdio de Kelly Hotel Diablo. Foi escrito e produzido por Machine Gun Kelly, Rami Beatz, Brandon Allen, John Cappelletty e BazeXX. A primeira "amostra" da música foi lançada em 16 de maio de 2019.

## Antecedentes
"Hollywood Whore" é o primeiro single do quarto álbum de Machine Gun Kelly, Hotel Diablo. O lançamento da música foi adiado devido ao falecimento de Nipsey Hussle, e foi lançado oficialmente em 17 de maio de 2019. O conceito da música lida com a história pessoal de Kelly sobre ser traído, ele recebendo promessas vazias, enquanto se sentia frustrado, deprimido, humilhado e incapaz de confiar novamente. Kelly fala de uma figura sem nome, que decepcionou ele e sua filha, que fez promessas e não as cumpriu. Muitas fontes especulam que Kelly estava se referindo a Diddy. Kelly ainda fala sobre pessoas que se aproveitaram dele e como isso o fez perceber que o topo pode não valer a pena.

## Videoclipe
O videoclipe foi lançado em 29 de maio de 2019 e presta homenagem ao ex-vocalista principal do Linkin Park, Chester Bennington. O videoclipe foi dirigido por Jordan Wozy e apresenta a banda EST 19XX de Kelly.
Um vídeo de um minuto "Hollywood Whore: Studio Session" foi lançado alguns dias após o lançamento do videoclipe oficial.